# Juve 98 Baseball Club
La Juve 98 Baseball Club è la squadra di baseball di Torino, nata nel 1998 dalle ceneri della Juventus 48, fondata appunto nel 1948 e fallita nel 1997. Nel 1995 e 1996, la società ha disputato due semifinali del Campionato italiano di baseball, che costituiscono il miglior risultato nella massima serie anche per la città di Torino.

## Storia
Dopo una serie di campionati in Serie A2, la Juve 98 nel 2010 è tra le 20 formazioni ammesse al neonato campionato di Serie A federale, che a seguito della trasformazione della vecchia Serie A1 in una lega professionistica, la Italian Baseball League, da quest'anno assegna il titolo di campione d'Italia.

## Cronistoria presenze in Serie A
Dal 1986 e cioè da quando la Serie A di baseball disputa i play-off, la Juve 98 vanta 8 partecipazioni alla massima serie, ma nel 1997 è costretta al ritiro nel corso del campionato
| 86 | 87 | 88 | 89 | 90 | 91  | 92    | 93 | 94 | 95 | 96 | 97 | 98   |
| -- | -- | -- | -- | -- | --- | ----- | -- | -- | -- | -- | -- | ---- |
| -  | -  | 5A | 3A | 5A | 10A | [ 8 ] | -  | -  | SF | SF | 5  | rit. |

## Palmarès
- Coppa CEB: 1

1996